# ورزشگاه اندرو
ورزشگاه اندرو (انگلیسی: Andrův stadion) یک ورزشگاه فوتبال در شهر اولوموتس، جمهوری چک است. این ورزشگاه در سال ۱۹۴۰ افتتاح شده‌است و ظرفیت آن ۱۲٬۵۶۶ نفر است. بازی‌های خانگی باشگاه فوتبال سیگما اولوموتس و همچنین بعضی از بازی‌های تیم ملی فوتبال جمهوری چک در این ورزشگاه برگزار می‌شود.